# Katharinenheerd
Katharinenheerd (dänisch: Katrineherd) ist eine Gemeinde auf der Halbinsel Eiderstedt im Kreis Nordfriesland in Schleswig-Holstein. Allersdorf, Rumpenhof, Hemminghörn und Stolthusen liegen im Gemeindegebiet.

## Geographie

### Geographische Lage
Das Gemeindegebiet befindet sich im Herzen des Landschaftsraums Eiderstedt an der schleswig-holsteinischen Westküste und erstreckt sich zwischen den Orten Tönning und Garding. Der Kernbereich dieser Marsch wurde bereits im 12. Jahrhundert mit einem etwa 1,5 Meter hohen Sommerdeich umgeben und wuchs im Laufe der Zeit durch mehrere Eindeichungen sukzessive mit den vorgelagerten Inseln Westerheversand und Utholm zu ihrer heutigen Größe zusammen.

### Nachbargemeinden
Katharinenheerd grenzt an:
|                    | Tetenbüll                                   |                     |
| Kirchspiel Garding | Kompassrose, die auf Nachbargemeinden zeigt | Kotzenbüll          |
| Welt               |                                             | Tönning (OT Kating) |

### Geologie
Das Gemeindegebiet befindet sich im Landschaftsraum Eiderstedter Marsch. Im Gemeindegebiet dominiert jedoch eine langgestreckte sandige Strandwallablagerung im Untergrund. Die Bodenstruktur weist einen Pseudogleyboden mit teils sandigen Korngrößen auf.
Der Kanal Norderbootfahrt durchzieht am Nordrand das Gemeindegebiet gen Osten. Er nimmt einen Großteil der wasserbaulichen Funktionen wahr und leitet als Vorfluter, teilweise längs der Bundesstraße 202, das Abwasser in Richtung Tönning der Eider zu. Die Entwässerung erfolgt durch den Hafen von Tönning.

## Geschichte

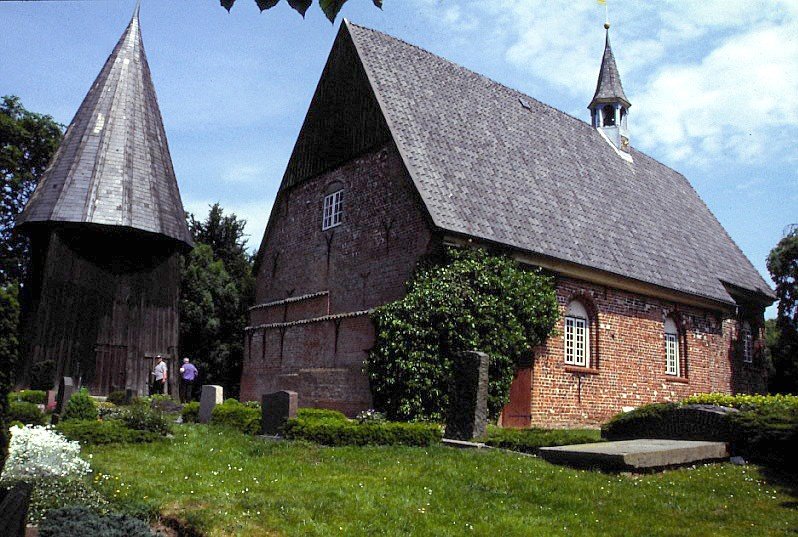
Katharinenheerd Kirche (2006)

Die Kirche St. Katharina wurde 1113 erstmals erwähnt. In ihrer Nähe befand sich die  Dingstätte Hamygenhoren (Hemminghörn), wo sich im Jahr 1426 die oldesten und klogesten lüde (ältesten und klügsten Leute) der Dreilanden versammelten, um über die Krone der rechten Wahrheit zu beschließen. Auch weitere Beliebungen (Rechtsaufzeichnungen) wurden hier beraten und beschlossen.
1612 wurde die Norderbootfahrt, ein Kanal zwischen Tönning und Tetenbüll über Katharinenheerd, gebaut.

## Politik

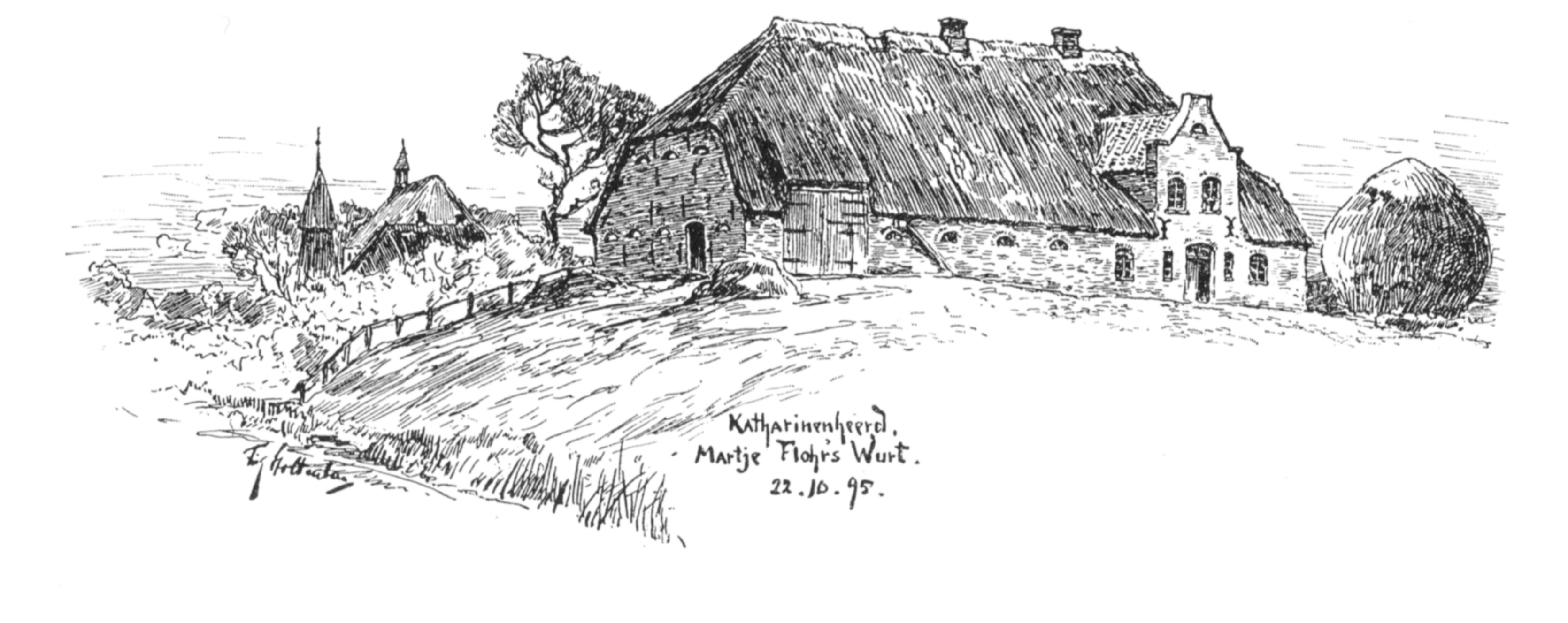
Katharinenheerd um 1895

### Gemeindevertretung
Bei der Kommunalwahl 2023 errang die Kommunale Wählergemeinschaft Katharinenheerd (KWK) alle sieben Sitze in der Gemeindevertretung. Die Wahlbeteiligung betrug 74,1 Prozent.

### Bürgermeister
Nach 2013 und 2018  wurde Dieter Heisterkamp (KWK) 2023 erneut zum Bürgermeister gewählt. Er hatte 2013 die Nachfolge von Jürgen Sallach angetreten, der der Gemeindevertretung weiterhin als Einzelbewerber angehört.
Heisterkamp verstarb am 9. April 2025. Die Amtsgeschäfte übernahm sein Vertreter Peter Lehmann, der daraufhin auf der Sitzung der Gemeindevertretung im Mai 2025 einstimmig zum neuen Bürgermeister gewählt wurde.

### Wappen
Blasonierung: „In Gold die stehende, barfüßige, goldengekrönte heilige Katharina mit langem roten Gewand und zurückgeschlagenem grünen Mantel, in den seitlich erhobenen Armen rechts ein blaues Schwert, links ein rotes Rad tragend.“

## Wirtschaft und Infrastruktur
Heute sind der Fremdenverkehr und die Landwirtschaft die wichtigsten Einnahmequellen für den Ort. Es gibt jedoch auch Einzelhandelsgeschäfte und Dienstleister in der Gemeinde.

## Verkehr
Der Ort wird überwiegend im motorisierten Individualverkehr über die durch den Ort verlaufenden Bundesstraße 202 im westlichsten Abschnitt zwischen St. Peter-Ording und Tönning erreicht.
Im Öffentlichen Personennahverkehr ist Katharinenheerd auch über den gleichnamigen Haltepunkt an der Bahnstrecke Husum–Bad St. Peter-Ording angebunden. Hier halten alle Züge der Regionalbahn-Linie RB 64 im Nahverkehrsverbund Schleswig-Holstein. Die Strecke ist eingleisig ausgebaut.

## Sehenswürdigkeiten
Siehe auch: Liste der Kulturdenkmale in Katharinenheerd

## Persönlichkeiten
- Martje Flohrs (* 1689 in Katharinenheerd; † 1747), Bauerntochter und Sagengestalt

- Peter Jessen (* 1801 in Katharinenheerd; † 1875 in Dorpat), Tierarzt, Professor und Klinik-Direktor in Dorpat im russischen Zarenreich